# وسام القديس أولاف
وسام القديس أولاف النرويجي الملكي (بالنرويجية: Den Kongelige Norske Sankt Olavs Orden)؛ بالنرويجية القديمة: Sanct Olafs Orden) هو وسام نرويجي أنشأه الملك أوسكار الأول في 21 أغسطس 1847. سميت على اسم الملك أولاف الثاني، المعروف باسم القديس أولاف.
قبل حل الاتحاد مع السويد في عام 1905، وضع الملك أوسكار الثاني وسام الأسد النرويجي في عام 1904، ولكن لم يمنحه خليفته الملك هاكون السابع لأي أحد. وهكذا أصبح وسام القديس أولاف هو وسام الفروسية الوحيد في المملكة لمدة ثمانين عامًا. السيد الأكبر للجماعة هو ملك النرويج الحاكم. يستخدم لمكافأة الأفراد على الإنجازات الرائعة نيابة عن الوطن والإنسانية. منح الوسام منذ عام 1985 للمواطنين النرويجيين فقط، على الرغم من أنه يجوز منحه لرؤساء الدول الأجنبية والملوك.

## الدرجات والفصول
العاهل النرويجي هو القائد الأكبر للجماعة. يتكون الترتيب من ثلاث درجات، اثنان منها مقسمان إلى فئتين، ويمكن منحهما للمساهمات المدنية أو العسكرية، بترتيب تنازلي للتمييز. يُمنح الطوق على أنه تمييز منفصل لـ (الصليب الكبير) لأولئك المستلمين الذين يعتبرون جديرين بشكل استثنائي.
- غراند كروس (Storkors) – تُمنح لرؤساء الدول على سبيل المجاملة وفي حالات نادرة للأفراد على أساس الجدارة؛ يرتدي الشارة على طوق (سلسلة)، بالإضافة إلى النجمة على الصدر الأيسر. إذا لم يتم ارتداء الياقة، فيمكن ارتداء الشارة على وشاح على الكتف الأيمن؛
- القائد وينقسم إلى فئتين:
  - القائد مع النجمة (Kommandør med stjerne) – يرتدي الشارة على ياقة العنق، بالإضافة إلى النجمة على الصدر الأيسر.
  - القائد (Kommandør) – يرتدي الشارة على الرقبة.
- الفارس وينقسم إلى فئتين:
  - فارس الدرجة الأولى (Ridder av 1. klasse) – يرتدي الشارة على شريط على صدره الأيسر؛
  - فارس (Ridder) – يرتدي الشارة على شريط على صدره الأيسر.

| أشرطة الشريط      | أشرطة الشريط  | أشرطة الشريط     | أشرطة الشريط | أشرطة الشريط       | أشرطة الشريط |
| ----------------- | ------------- | ---------------- | ------------ | ------------------ | ------------ |
| طوق الصليب الأعظم | الصليب الأعظم | القائد مع النجمة | القائد       | فارس الدرجة الأولى | فارس         |

## الشارة

تصميم طوق وسام القديس أولاف منذ عام 1906.

طوق من الذهب، يحتوي على 10 مونوغرامات، خمسة مطلية بالمينا ومتوجة، وخمسة أخرى مطلية بالمينا ومتوجة من شعار النبالة النرويجي، و 10 صلبان ذهبية محاطة بفؤوس معركة مع شفرات فضية وأعمدة ذهبية (يظهر العنصر الأخير أيضًا في شعار النبالة لكنيسة النرويج).

الوسام عبارة عن صليب مالطي مطلي بالمينا باللون الأبيض، ومزين بالفضة لفئة الفرسان ومذهب للطبقات العليا؛ تظهر الأحرف المتوجة "O" بين ذراعي الصليب. القرص المركزي المقابل له لون أحمر مع سور أسد نرويجي ذهبي يحمل فأس معركة؛ القرص العكسي يحمل شعار الملك أوسكار «Ret og Sandhed». –  العدل والحقيقة باللغة النرويجية؛ كلا القرصين محاطان بحلقة بيضاء-زرقاء-بيضاء. يعلوا الصليب تاج. الجوائز العسكرية قد عبرت السيوف بين التاج والصليب.

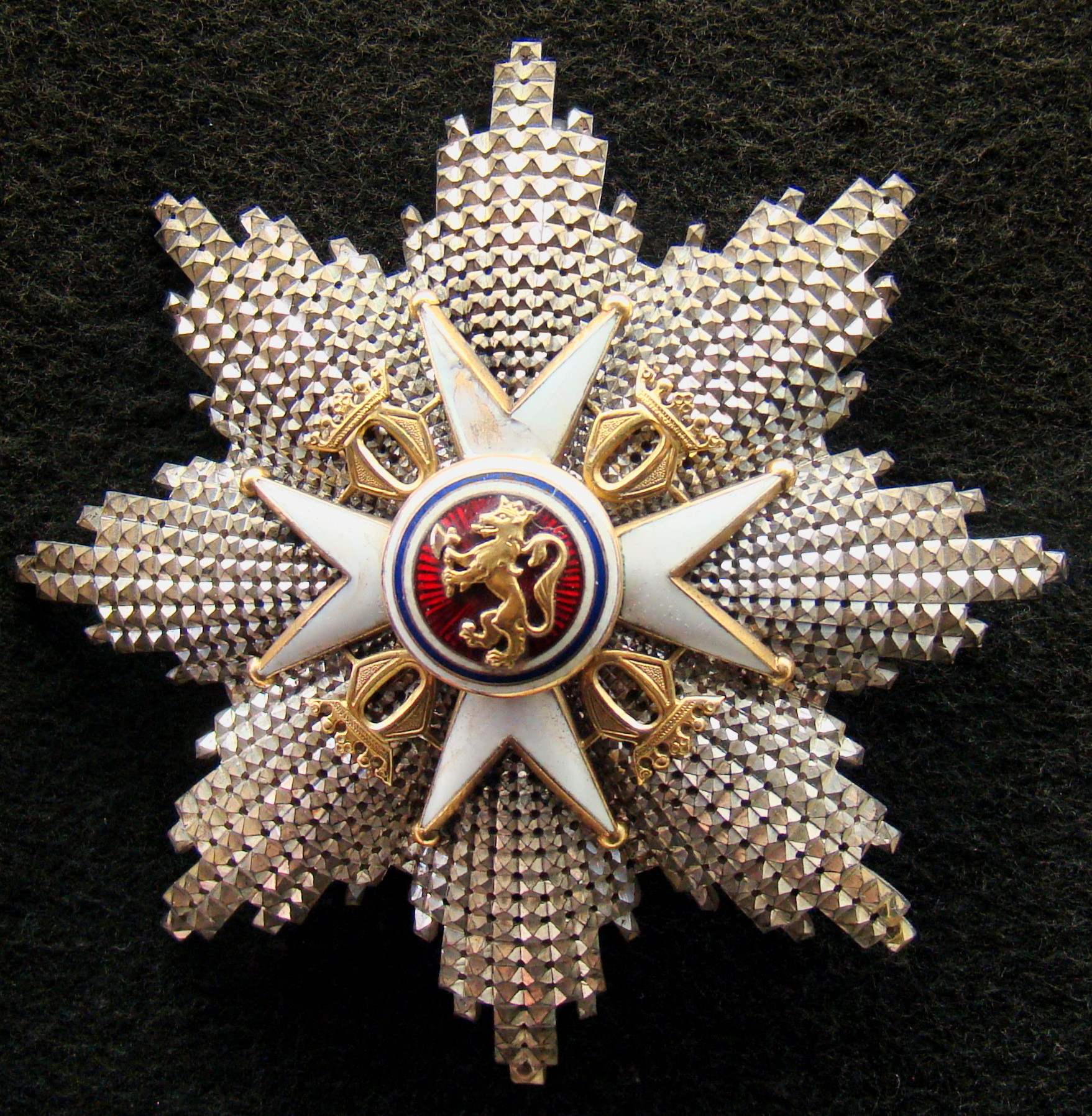
نجمة وسام القديس أولاف

نجمة (The Order for the Grand Cross) تعني (وسام الصليب الأكبر) هي نجمة فضية ذات ثمانية رؤوس بأشعة ذات أوجه، وتحمل وجه شارة الأمر (مطروحًا منه التاج في الأعلى).
نجمة (Commander with Star) وتعني (قائد مع نجمة) هي صليب مالطي فضي الأوجه، مع حرف متوج مذهب "O" بين ذراعي الصليب. القرص المركزي أحمر اللون به سور أسد نرويجي ذهبي يحمل فأس معركة، وتحيط به حلقة بيضاء-زرقاء-بيضاء.
شريط الأمر أحمر مع خطوط بيضاء-زرقاء-بيضاء. 
في ظروف استثنائية للغاية، قد يُمنح الأمر «بالماس»، وفي هذه الحالة تحل حلقة من الألماس محل حلقة المينا الأبيض والأزرق والأبيض المحيطة بالقرص المركزي في مقدمة الشارة وكذلك في التاج.
من المتوقع أن يتم إرجاع الشارة إما عند تقدم المستلم إلى مستوى أعلى من الترتيب أو عند وفاته. يتم إنتاج الشارة في النرويج بواسطة حرفيين.

## الأهلية والاستحقاق
يقوم الملك بإجراء ترشيحات بناءً على توصية من لجنة مكونة من ستة أعضاء، ولا يجوز لأي منهم أن يكون عضوًا في الحكومة، وتتألف من المستشار، ونائب المستشار، واللورد تشامبرلين (الذي يعمل أمين الصندوق)، وثلاثة ممثلين آخرين. يرشح اللورد تشامبرلين أعضاء اللجنة ويوافق عليهم الملك. يتم توجيه الترشيحات للأمر إلى اللجنة من خلال حاكم المقاطعة.
يتم ترشيح الأمراء والأميرات الذين يتمتعون بحقوق وراثة العرش إلى أعلى درجة عند بلوغهم سن الرشد.

## تصنيف
وسام القديس أولاف هو أعلى وسام مدني تمنحه النرويج حاليًا ويصنف فقط بعد صليب الحرب العسكري بين جميع الأوسمة النرويجية التي لا تزال تُمنح في الترتيب العام.
وفقًا لترتيب الأسبقية المستخدم في البلاط الملكي النرويجي، تم تصنيف حملة الوسام الملكي النرويجي للقديس أولاف ذوي الياقات البيضاء في المرتبة الخامسة عشر في ترتيب الأسبقية، ويحتل حاملو الصليب الأكبر للوسام الملكي النرويجي للقديس أولاف المرتبة 16.

## حاملي الصليب الكبير الحاليين
تحتوي هذه القائمة على حاملي الصليب الكبير، وقد تم منح بعضهم أيضًا الياقة وتحدد سنة تعيينهم. يتم ترتيب القائمة أبجديًا حسب الاسم الأخير؛ هؤلاء المستلمون الذين لا يمتلكون الاسم الأخير، مثل الملوك ومعظم الآيسلنديين يتم ترتيبهم بالاسم الأول. ستة من المدرجين في القائمة ليسوا رؤساء دول أو أفراد من العائلة المالكة؛ يتم تمييز هذه بالأسماء بالخط العريض. قبل إنشاء وسام الاستحقاق الملكي النرويجي في عام 1985، مُنحت التعيينات في وسام القديس أولاف لأعضاء وفد أجنبي خلال زيارات الدولة. العديد من حاملي الصليب الأكبر ممن ليسوا رؤساء دول غير مدرجين هنا.
| الدولة          | الاسم                                 | المنصب                                          | الصليب الأعظم مع الطوق | الصليب الأعظم | السنة      |
| --------------- | ------------------------------------- | ----------------------------------------------- | ---------------------- | ------------- | ---------- |
| الأرجنتين       | ماوريسيو ماكري                        | الرئيس السابق                                   |                        | Yes           | 2018       |
| النمسا          | هاينز فيشر                            | الرئيس السابق                                   |                        | Yes           | 2007       |
| بلجيكا          | ألبير الثاني ملك بلجيكا               | الملك السابق                                    | Yes                    |               | 1964       |
| بلجيكا          | الملكة ماتيلد من بلجيكا               | الملكة                                          |                        | Yes           | 2003       |
| بلجيكا          | الملكة باولا من بلجيكا                | الملكة السابقة                                  |                        | Yes           | 1997       |
| بلجيكا          | فيليب ملك بلجيكا                      | الملك                                           |                        | Yes           | 2003       |
| البرازيل        | لويس إيناسيو لولا دا سيلفا            | الرئيس السابق                                   |                        | Yes           | 2003       |
| بلغاريا         | جيورجي بارفانوف                       | الرئيس السابق                                   |                        | Yes           | 2006       |
| تشيلي           | سبستيان بنييرا                        | الرئيس السابق                                   |                        | Yes           | 2019       |
| كرواتيا         | إيفو يوسيبوفيتش                       | الرئيس السابق                                   |                        | Yes           | 2011       |
| الدنمارك        | بينديكت أميرة الدنمارك                | أميرة                                           |                        | Yes           | 1974       |
| الدنمارك        | فريدريك ولي عهد الدنمارك              | ولي العهد                                       |                        | Yes           | 1990       |
| الدنمارك        | يواكيم أمير الدنمارك                  | أمير                                            |                        | Yes           | 1991       |
| الدنمارك        | مارغريت الثانية ملكة الدنمارك         | ملكة                                            | Yes                    |               | 1958       |
| الدنمارك        | الأميرة ماري من الدنمارك              | أميرة                                           |                        | Yes           | 2014       |
| الدنمارك        | ماري أميرة الدنمارك                   | الأميرة المتوجة                                 |                        | Yes           | 2005       |
| إستونيا         | توماس هندريك إيلفس                    | الرئيس السابق                                   |                        | Yes           | 2014       |
| إستونيا         | أرنولد روتل                           | الرئيس السابق                                   |                        | Yes           | 2002       |
| فنلندا          | مارتي أهتيسآري                        | الرئيس السابق                                   |                        | Yes           | 1994       |
| فنلندا          | تيلرفو كويفيستو                       | زوجة الرئيس السابق                              |                        | Yes           | 1983       |
| فنلندا          | ساولي نينيستو                         | الرئيس                                          |                        | Yes           | 2012       |
| فنلندا          | تاريا هالونن                          | الرئيس السابق                                   |                        | Yes           | 2000       |
| ألمانيا         | يواخيم غاوك                           | الرئيس السابق                                   |                        | Yes           | 2014       |
| ألمانيا         | هورست كولر                            | الرئيس السابق                                   |                        | Yes           | 2007       |
| ألمانيا         | ماريان فون فايتسكر                    | السيدة الأولى السابقة                           |                        | Yes           | 1986       |
| اليونان         | قسطنطين الثاني (ملك يوناني)           | الملك السابق                                    | Yes                    | Yes           | 1964, 1962 |
| إيران           | فرح ديبا                              | الإمبراطورة السابقة                             |                        | Yes           | 1965       |
| آيسلندا         | جودني يوهانسون                        | الرئيس                                          |                        | Yes           | 2017       |
| آيسلندا         | أولافور راغنار غريمسون                | الرئيس السابق                                   |                        | Yes           | 1998       |
| آيسلندا         | فيغديس فينبوغادوتير                   | الرئيس السابق                                   | Yes                    | Yes           | 1982       |
| إيطاليا         | سيرجيو ماتاريلا                       | الرئيس                                          |                        | Yes           | 2016       |
| اليابان         | أكيهيتو                               | الإمبراطور الفخري                               | Yes                    | Yes           | 2001, 1953 |
| اليابان         | ماساكو إمبراطورة اليابان              | الإمبراطورة (عندما ولي العهد)                   |                        | Yes           | 2001       |
| اليابان         | ميتشيكو                               | الإمبراطورة إمريتا                              |                        | Yes           | 2001       |
| اليابان         | ناروهيتو                              | الإمبراطور (عندما ولي العهد)                    |                        | Yes           | 2001       |
| اليابان         | توموهيتو أميرة ميكاسا                 | أميرة                                           |                        | Yes           | 2001       |
| الأردن          | عبد الله الثاني بن الحسين             | ملك                                             |                        | Yes           | 2000       |
| الأردن          | الحسين بن عبد الله الثاني             | ولي العهد                                       |                        | Yes           | 2020       |
| الأردن          | الحسن بن طلال                         | الأمير                                          |                        | Yes           | 1980       |
| الأردن          | رانيا العبد الله                      | ملكة                                            |                        | Yes           | 2000       |
| لاتفيا          | غونتيس أولمانيس                       | الرئيس السابق                                   |                        | Yes           | 1998       |
| لاتفيا          | فيرا فايك فريبيرجا                    | الرئيس السابق                                   |                        | Yes           | 2000       |
| لاتفيا          | أندريس برزينش                         | الرئيس السابق                                   |                        | Yes           | 2015       |
| ليتوانيا        | فالداس أدامكوس                        | الرئيس السابق                                   |                        | Yes           | 1998       |
| ليتوانيا        | داليا غريباوسكايتي                    | الرئيس السابق                                   |                        | Yes           | 2011       |
| لوكسمبورغ       | الدوق الأكبر هنري                     | الدوق الكبير                                    | Yes                    |               | 2011       |
| لوكسمبورغ       | ماريا تريزا، الدوقة العظمى للوكسمبورغ | الدوقة الكبرى                                   |                        | Yes           | 1996       |
| هولندا          | بياتريكس ملكة هولندا                  | الملكة السابقة (عندما كانت الأميرة)             | Yes                    |               | 1964       |
| هولندا          | مارغريت أميرة هولندا                  | أميرة                                           |                        | Yes           | 1964       |
| هولندا          | فيليم ألكساندر (ملك هولندا)           | ملك                                             | Yes                    | Yes           | 2021, 1996 |
| هولندا          | ماكسيما ملكة هولندا                   | ملكة                                            |                        | Yes           | 2013       |
| النرويج         | أميرة النرويج أستريد                  | أميرة                                           | Yes                    |               | 1956       |
| النرويج         | شيل ماغنه بونديفيك                    | رئيس الوزراء السابق                             |                        | Yes           | 2004       |
| النرويج         | لارس بيتر فوربرج                      | اللورد تشامبرلين السابق للعائلة المالكة         |                        | Yes           | 2004       |
| النرويج         | برنارد جروتل ‏                         | اللورد تشامبرلين السابق للعائلة المالكة         |                        | Yes           | 2015       |
| النرويج         | هاكون ولي عهد النرويج                 | ولي العهد                                       | Yes                    |               | 1991       |
| النرويج         | ماجني هاغن                            | سكرتير مجلس الوزراء السابق للملك                |                        | Yes           | 2000       |
| النرويج         | هارلد الخامس                          | الملك                                           | Grand Master           |               | 1955, 1991 |
| النرويج         | مارثا لويز (أميرة نرويجية)            | أميرة                                           | Yes                    |               | 1989       |
| النرويج         | ميته ماريت ولية عهد النرويج           | الأميرة المتوجة                                 | Yes                    | Yes           | 2016, 2001 |
| النرويج         | إدوارد موزر                           | أستاذ وعالم نفس وعالم أعصاب حائز على جائزة نوبل |                        | Yes           | 2018       |
| النرويج         | ماي بريت موزر                         | أستاذ وعالم نفس وعالم أعصاب حائز على جائزة نوبل |                        | Yes           | 2018       |
| النرويج         | Arne Omholt                           | المشير السابق للمحكمة                           |                        | Yes           | 2016       |
| النرويج         | كارستن سميث (قاضي)                    | الرئيس السابق للمحكمة العليا في النرويج         |                        | Yes           | 2003       |
| النرويج         | سونيا ملكة النرويج                    | ملكة                                            | Yes                    |               | 1972       |
| النرويج         | بيريت تفيرسلاند                       | سكرتير مجلس الوزراء السابق للملك                |                        | Yes           | 2012       |
| النرويج         | إنغريد ألكسندرا أميرة النرويج         | أميرة                                           |                        | Yes           | 2022       |
| بولندا          | أندجي دودا                            | الرئيس                                          |                        | Yes           | 2016       |
| بولندا          | برونيسواف كوموروفسكي                  | الرئيس السابق                                   |                        | Yes           | 2012       |
| بولندا          | ألكسندر كفاشنيفسكي                    | الرئيس السابق                                   |                        | Yes           | 1996       |
| بولندا          | ليخ فاونسا                            | الرئيس السابق                                   |                        |               | 1995       |
| البرتغال        | أنطونيو راماليو ايانس                 | الرئيس السابق                                   | Yes                    |               | 1978       |
| البرتغال        | أنيبال كافاكو سيلفا                   | الرئيس السابق                                   |                        | Yes           | 2008       |
| رومانيا         | إميل كونستانتينسكو                    | الرئيس السابق                                   |                        | Yes           | 1999       |
| كوريا الجنوبية  | مون جاي إن                            | الرئيس السابق                                   |                        | Yes           | 2019       |
| سلوفاكيا        | آندريه كيسكا                          | الرئيس السابق                                   |                        | Yes           | 2018       |
| سلوفاكيا        | إيفان غاشباروفيتش                     | الرئيس السابق                                   |                        | Yes           | 2010       |
| سلوفينيا        | بوروت باهور                           | الرئيس                                          |                        | Yes           | 2019       |
| سلوفينيا        | دانيلو تورك                           | الرئيس السابق                                   |                        | Yes           | 2011       |
| إسبانيا         | كريستينا دي بوربون                    | أميرة                                           |                        | Yes           | 1995       |
| إسبانيا         | إلينا                                 | أميرة                                           |                        | Yes           | 1995       |
| إسبانيا         | فيليب السادس ملك إسبانيا              | ملك                                             |                        | Yes           | 1995       |
| إسبانيا         | خوان كارلوس الأول                     | الملك السابق                                    | Yes                    |               | 1982       |
| إسبانيا         | الملكة صوفيا                          | الملكة السابقة                                  |                        | Yes           | 1982       |
| السويد          | كارل السادس عشر غوستاف                | الملك                                           | Yes                    |               | 1974       |
| السويد          | كارل فيليب دوق فارملاند               | أمير                                            |                        | Yes           | 2005       |
| السويد          | الأميرة كريستينا                      | أميرة                                           |                        | Yes           | 1992       |
| السويد          | الأمير دانيال دوق فسترغوتلاند         | أمير                                            |                        | Yes           | 2022       |
| السويد          | الأميرة ديزيريه                       | أميرة                                           |                        | Yes           | 1992       |
| السويد          | مادلين (أميرة)                        | أميرة                                           |                        | Yes           | 2005       |
| السويد          | سيلفيا ملكة السويد                    | ملك                                             |                        | Yes           | 1982       |
| السويد          | فيكتوريا (أميرة)                      | الأميرة المتوجة                                 |                        | Yes           | 1995       |
| تايلاند         | الملكة سيريكيت                        | الملكة السابقة                                  |                        | Yes           | 1965       |
| تركيا           | عبد الله غل                           | الرئيس السابق                                   |                        | Yes           | 2013       |
| المملكة المتحدة | إليزابيث الثانية                      | الملكة                                          | Yes                    |               | 1955       |
| المملكة المتحدة | أندرو دوق يورك                        | أمير ودوق يورك                                  |                        | Yes           | 1988       |
| المملكة المتحدة | تشارلز (أمير ويلز)                    | أمير ويلز                                       | Yes                    |               | 1978       |
| المملكة المتحدة | إدوارد دوق كينت                       | أمير ودوق كنت                                   |                        | Yes           | 1988       |
| المملكة المتحدة | ريتشارد دوق غلوستر                    | أمير ودوق غلوستر                                |                        | Yes           | 1973       |

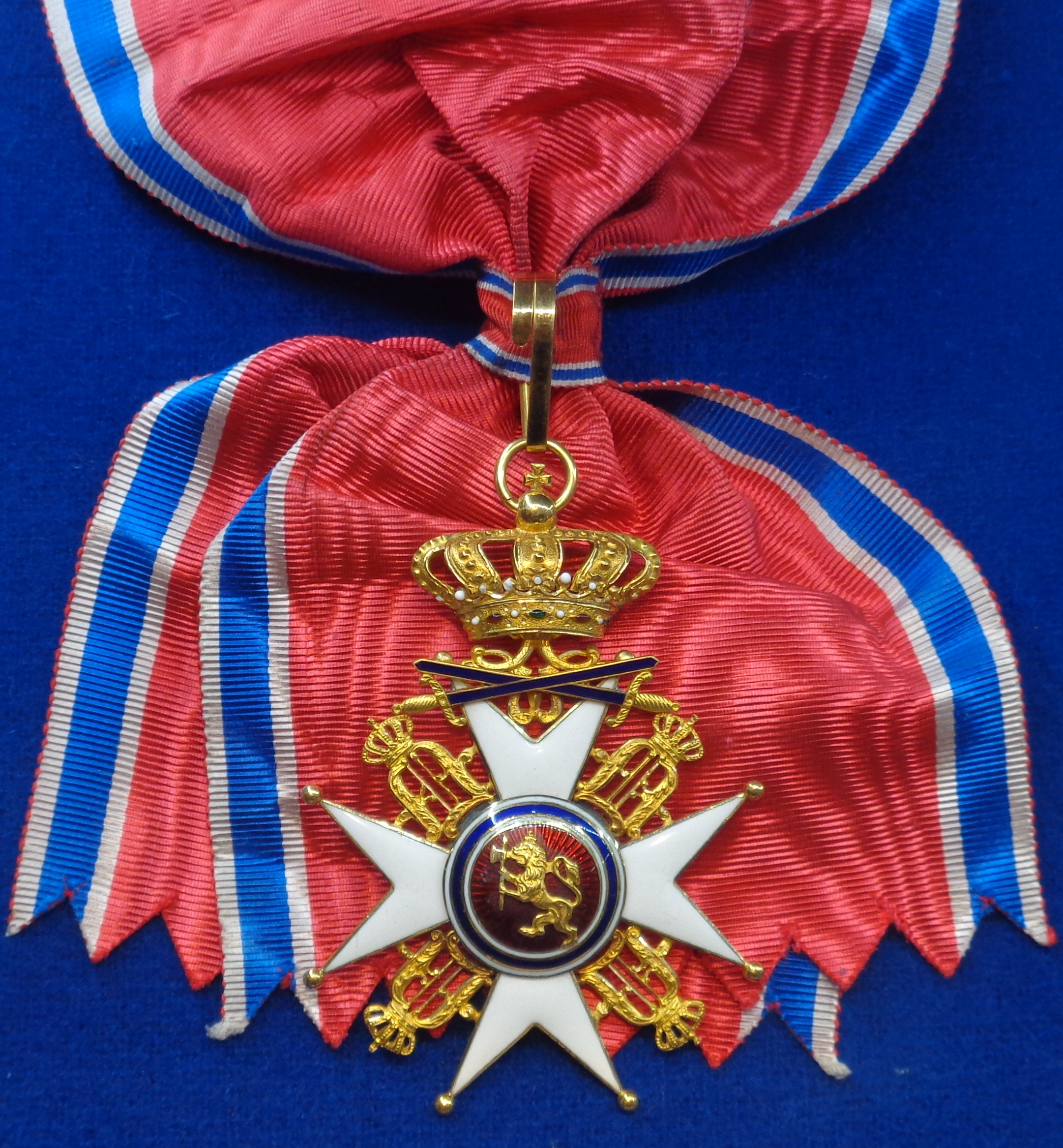
وسام القديس أولاف جراند كروس مع شارة السيوف من النوع الأول
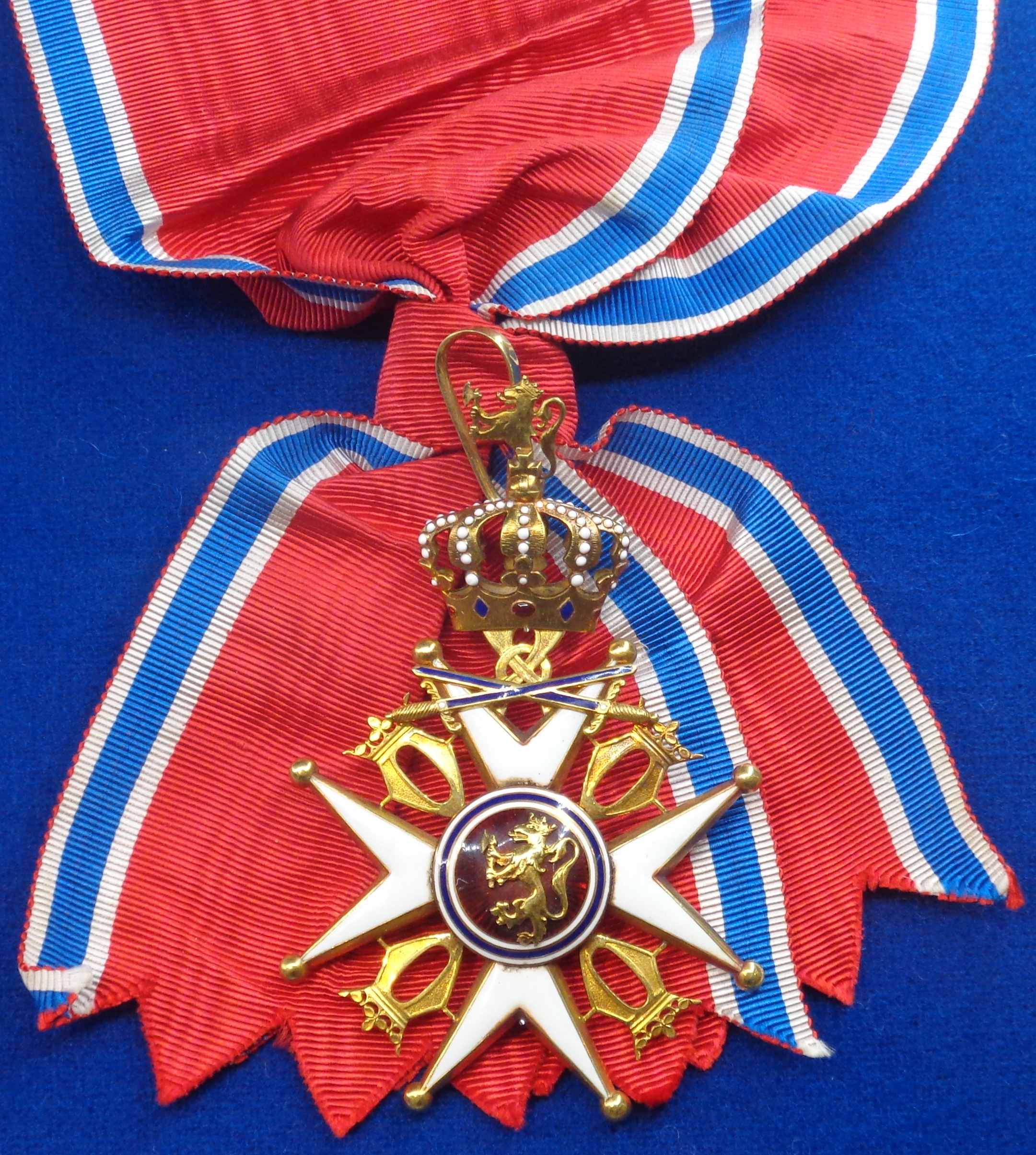
وسام القديس أولاف جراند كروس مع شارة السيوف من النوع الثاني
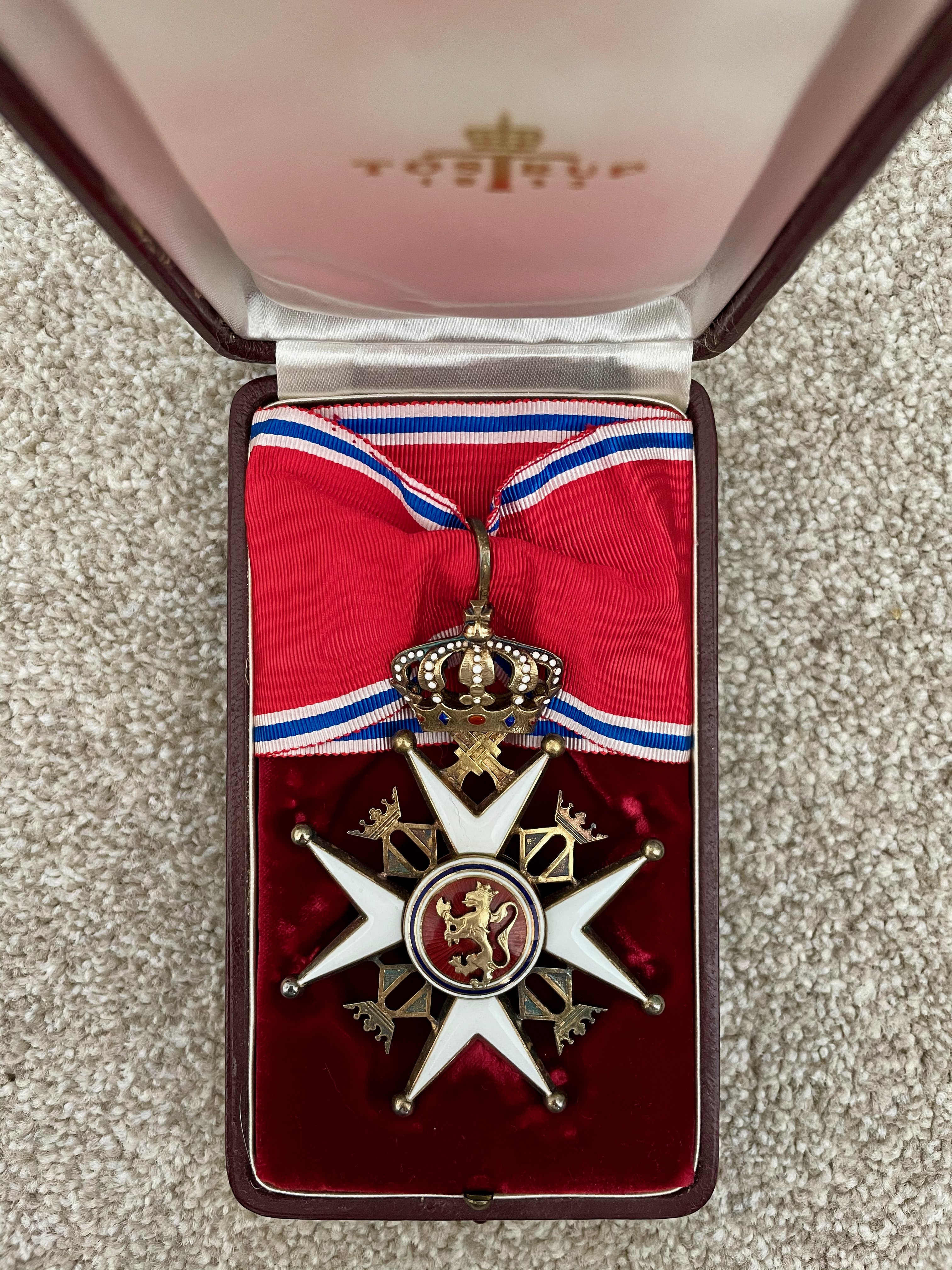
وسام القديس أولاف - قائد
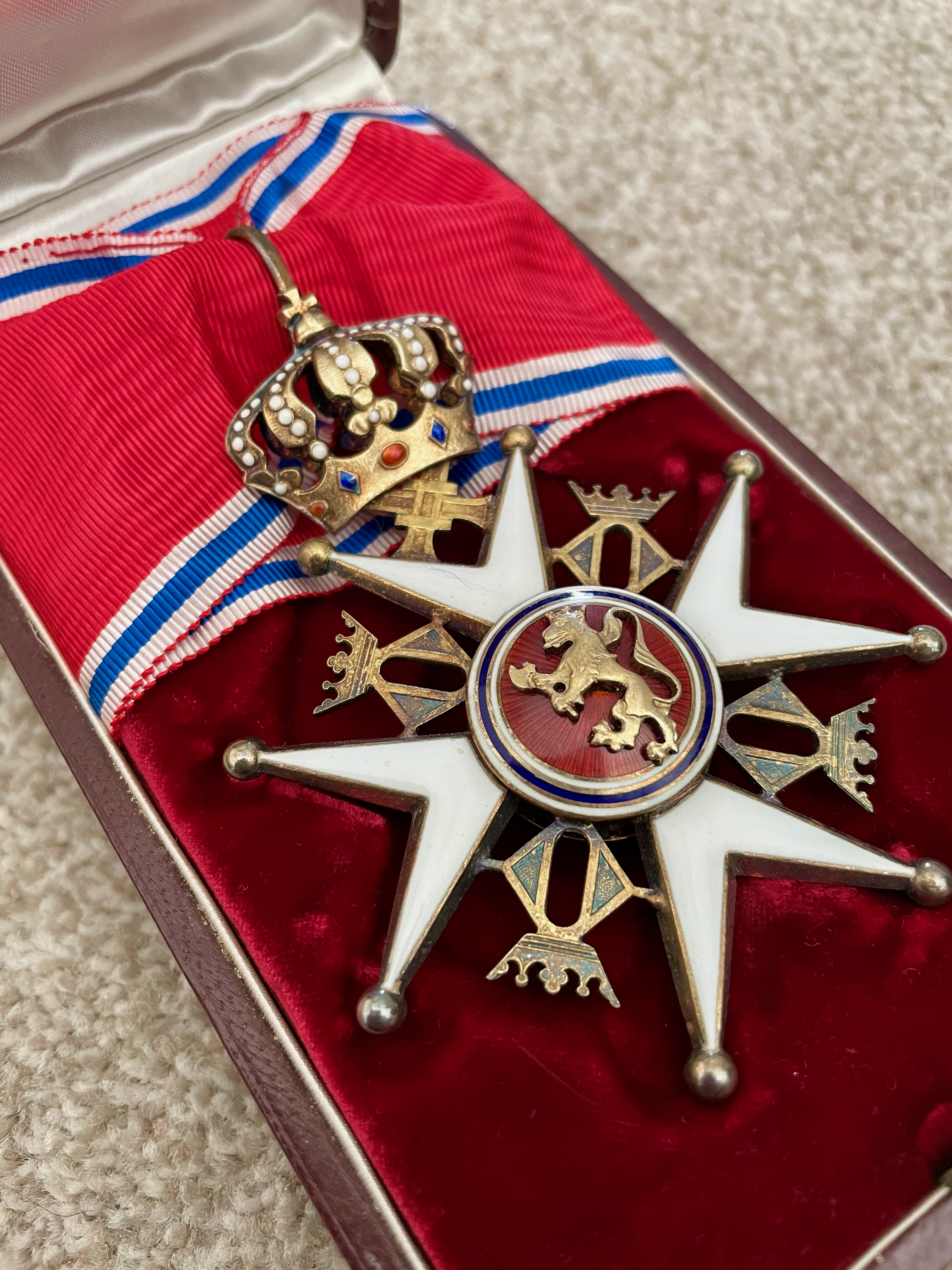
وسام القديس أولاف - قائد
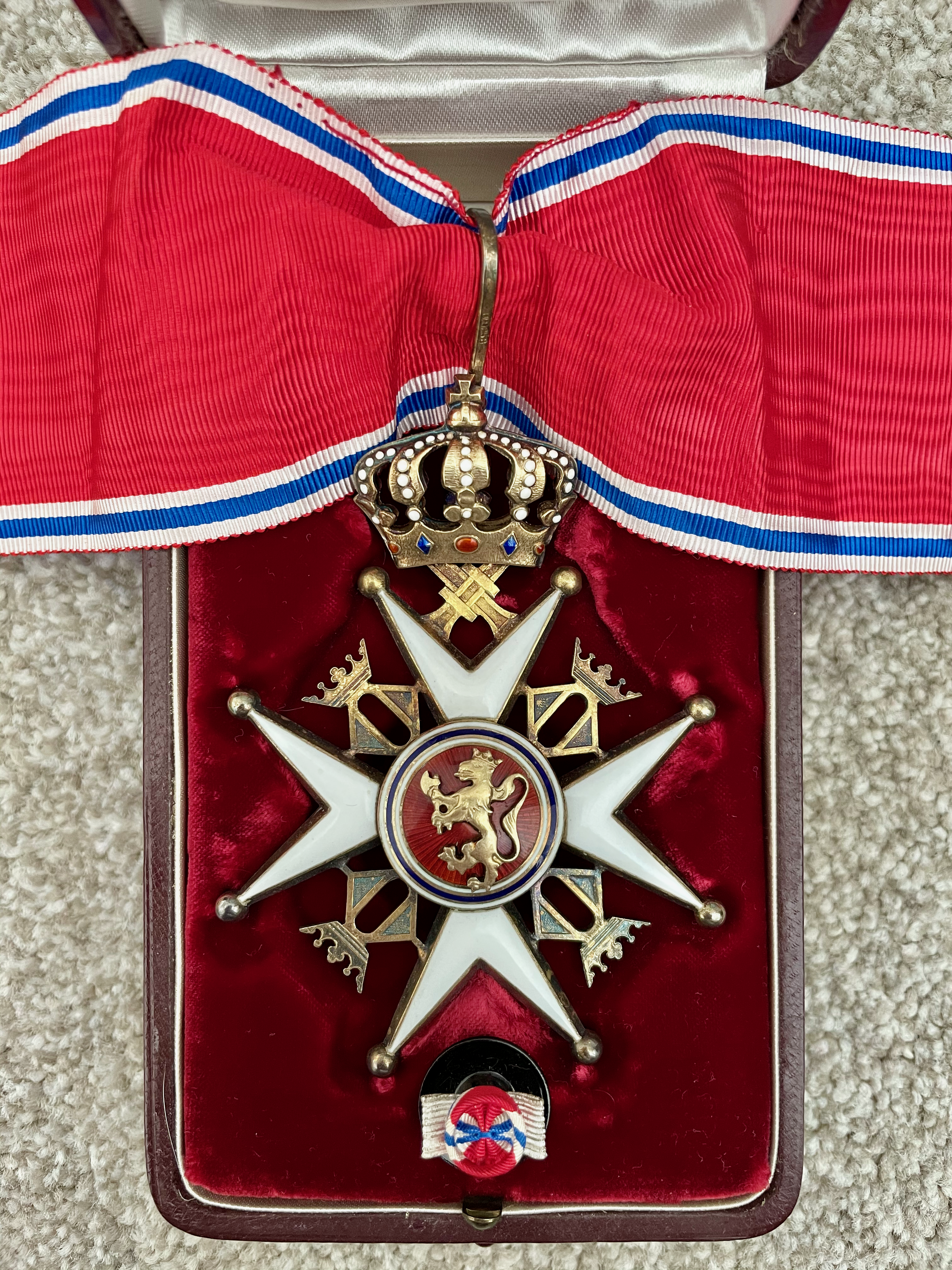
وسام القديس أولاف - قائد
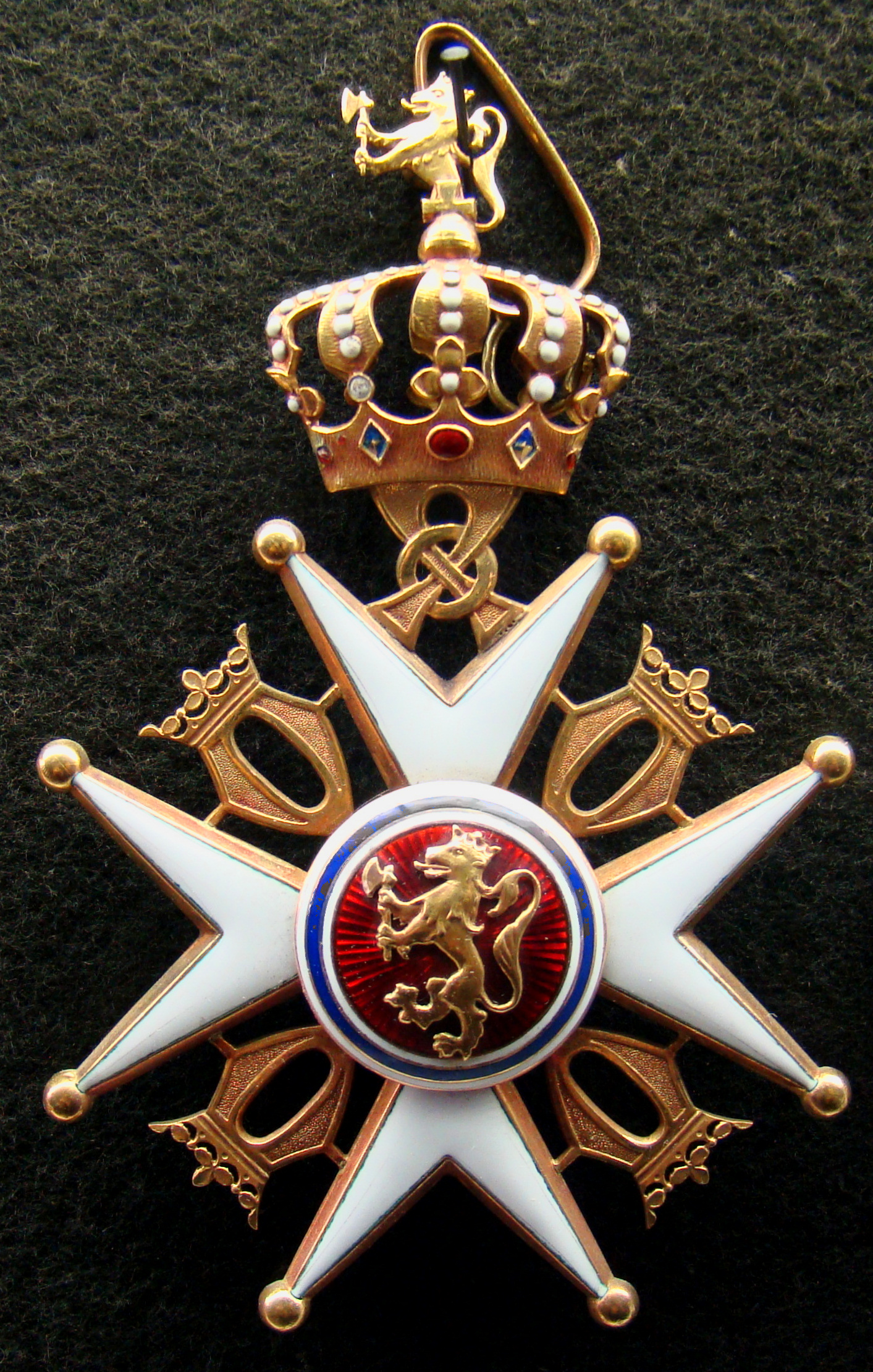
وسام القديس أولاف شارة الصليب الكبير
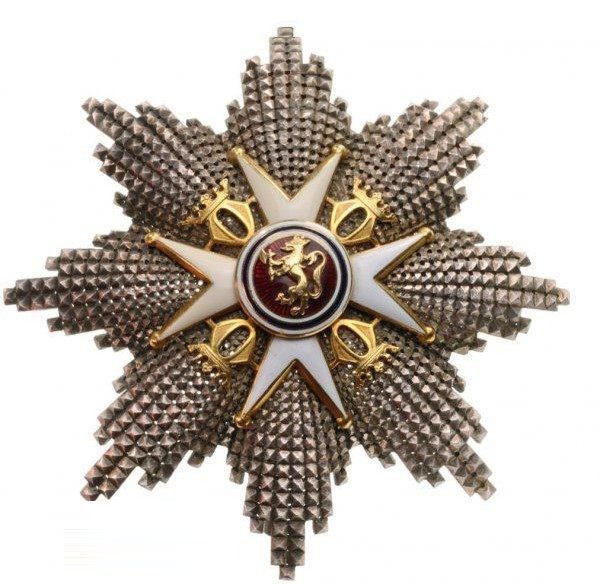
وسام القديس أولاف جراند كروس ستار
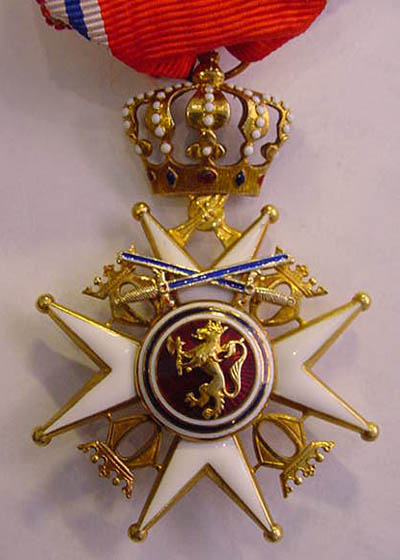
وسام فرسان القديس أولاف
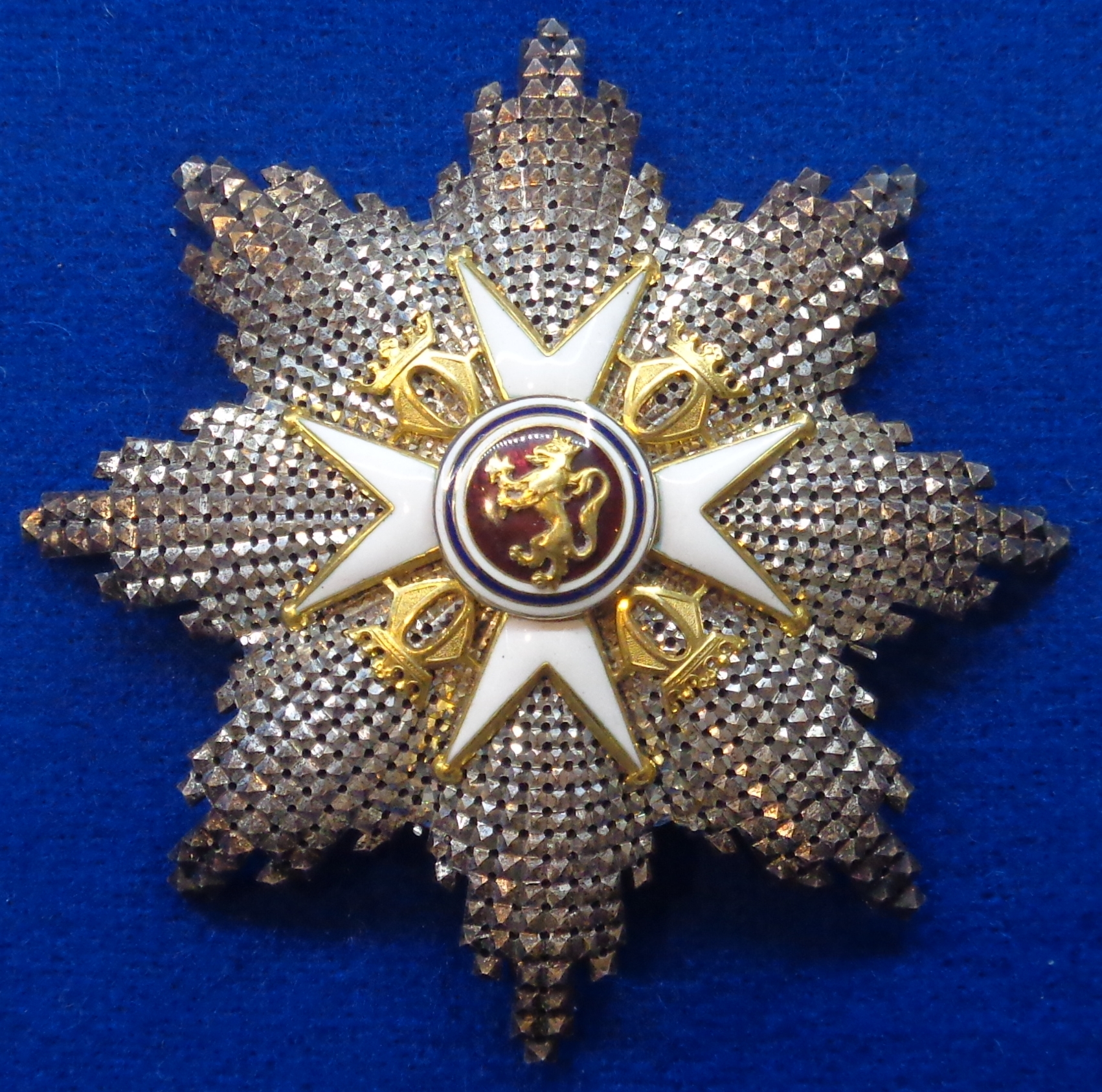
وسام القديس أولاف جراند كروس - النوع الثاني
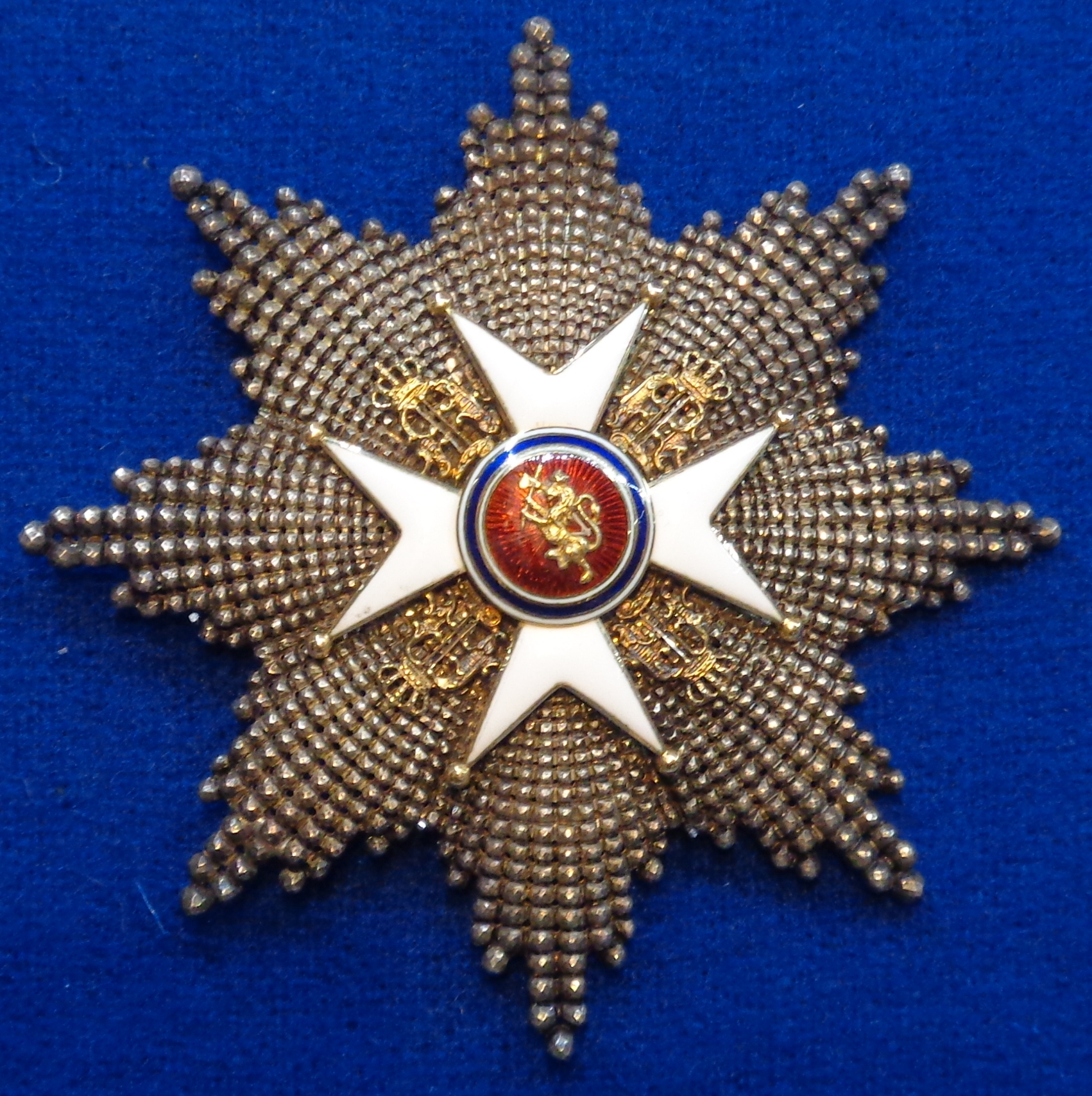
وسام القديس أولاف جراند كروس - النوع الأول
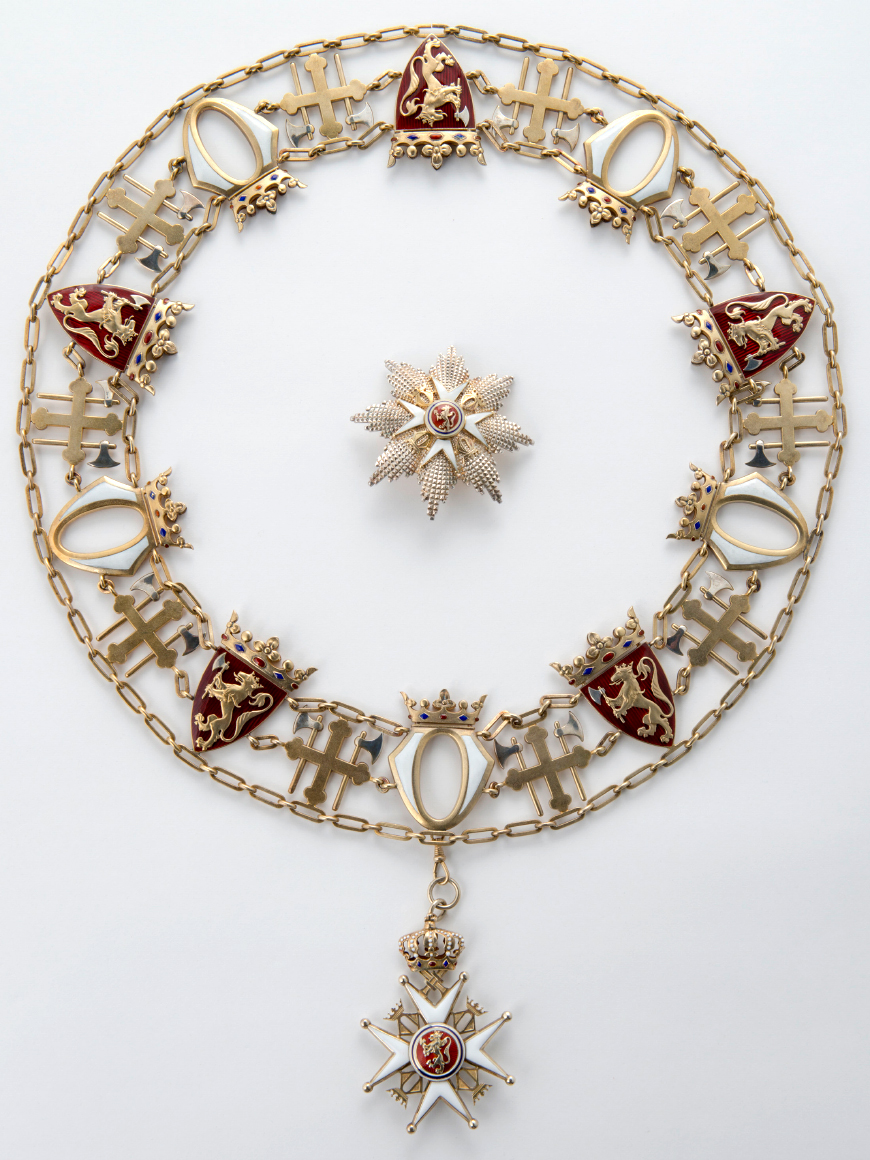
وسام القديس أولاف الياقة والنجم
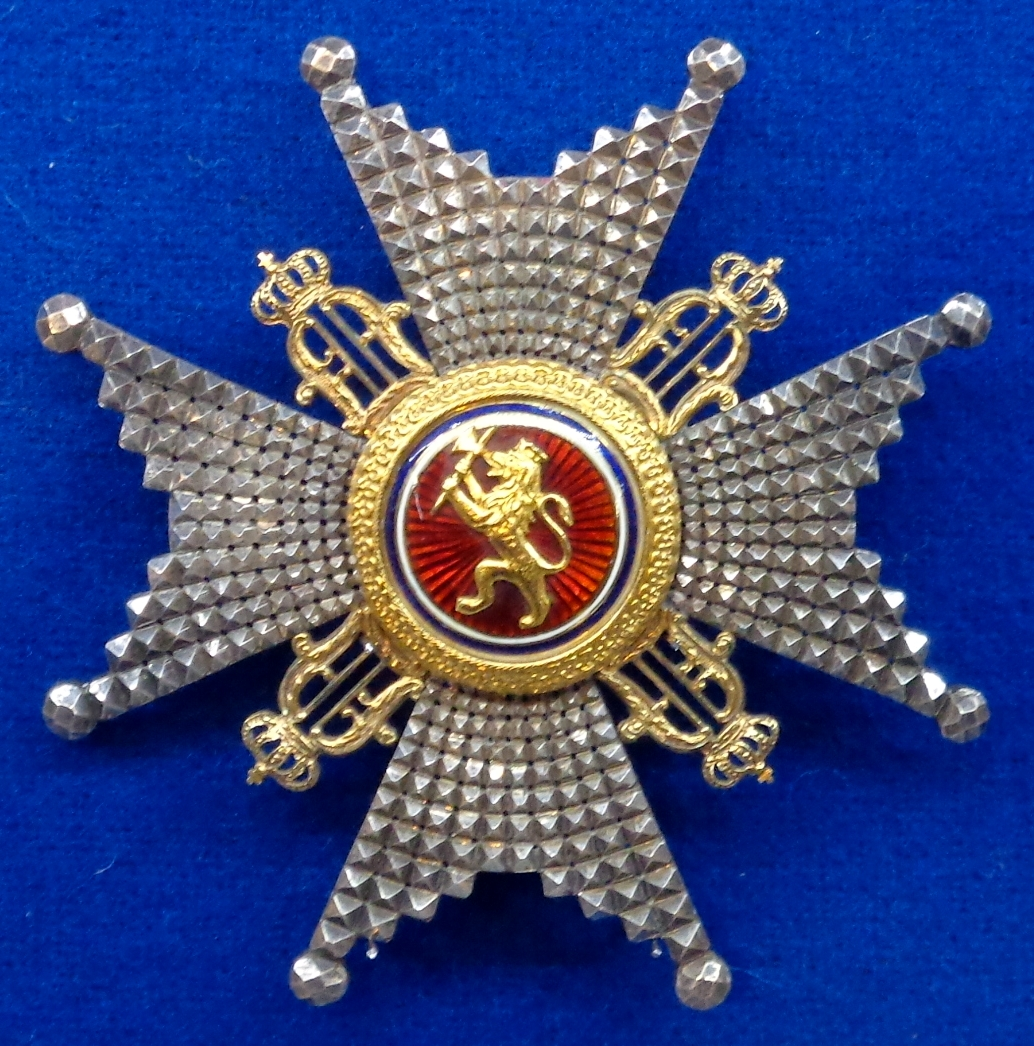
وسام القديس أولاف الضابط الكبير - النوع الأول
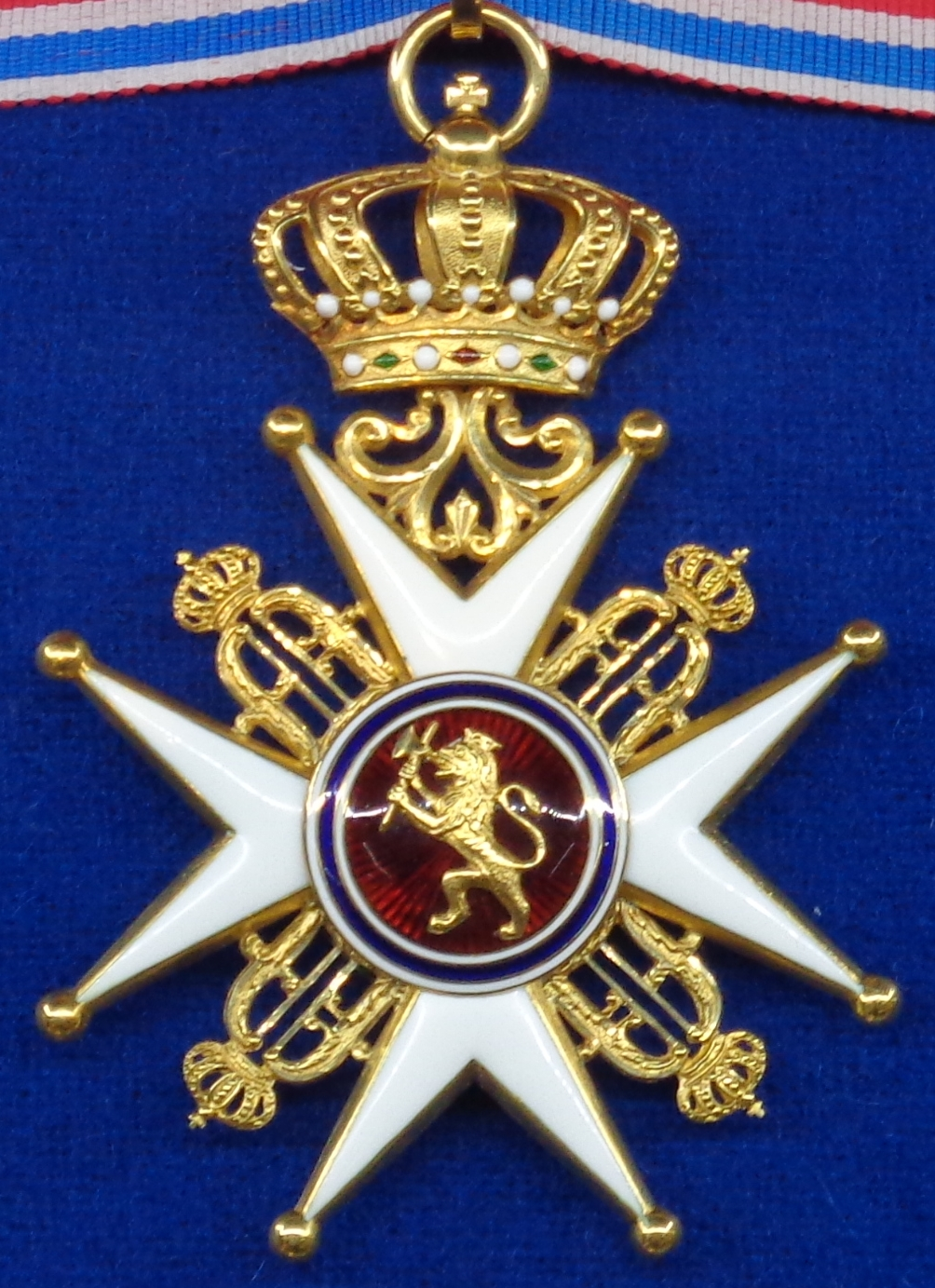
وسام القديس أولاف شارة الضابط - النوع الأول
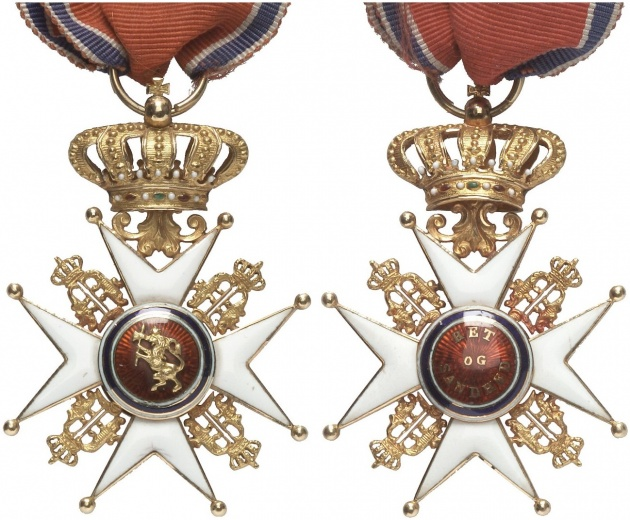
وسام القديس أولاف نايت - النوع الأول

## الأشغال
Hieronymussen, Poul Ohm; Lundø, Jørgen, eds. (1968). Eurooppalaiset kunniamerkit värikuvina [Europæiske ordner i farver] (بالفنلندية). Porvoo: WSOY. OCLC:466954328.

## روابط خارجية
- وسام القديس أولاف موقع الديوان الملكي
- تماثيل وسام القديس أولاف (باللغة النرويجية) الموقع الإلكتروني للديوان الملكي